# Smilax tetraptera
Smilax tetraptera är en enhjärtbladig växtart som beskrevs av Rudolf Schlechter. Smilax tetraptera ingår i släktet Smilax och familjen Smilacaceae.
Artens utbredningsområde är Nya Kaledonien. Inga underarter finns listade.